# Juan Pedro Esnaola
Juan Pedro Esnaola (født 17. august 1808 i Buenos Aires, Argentina - død 8. juli 1878) var en argentinsk komponist, pianist og sanger.
Esnaola studerede komposition og klaver i Madrid og Paris hos forskellige lærere privat. Levede bla som Købmand i Buernos Aires, og komponerede som freelance komponist ved siden af dette erhverv. Han har skrevet 3 symfonier, orkesterværker, kammermusik, hymner, messer, klaverstykker etc. Esnaola komponerede i begyndelsen i Wienerklassisk stil, og var inspireret af Wolfgang Amadeus Mozart og Joseph Haydn, men blev med tiden mere romantisk i sin stil. Han har arrangeret den Argentinske National Melodi. Levede en overgang som omrejsende koncertpianist som han senere opgav til fordel for sin kompositionsvirksomhed.

## Udvalgte værker
- Symfoni (1824) - for stort orkester
- Symfoni nr. 1 (1826) - for orkester
- Symfoni nr. 2 (1830) - for orkester
- Messe i D-dur (1826) - for kor
- "Miserere" (1833) - for Stemme og klaver